# Hradecká fotografická konzervatoř
Hradecká fotografická konzervatoř je jednou z aktivit Střediska amatérské kultury Impuls v Hradci Králové. Jedná se o intenzivní studium fotografie v rozsahu tří semestrů, organizované formou dálkového studia. Uskutečňuje se v pravidelných víkendových setkáních jedenkrát měsíčně, převážně v klubu Střediska amatérské kultury Impuls v Hradci Králové.
Studium je koncipováno pro vyspělé fotografy, kteří zvládli fotografickou techniku a černobílý proces při zpracování fotografií ve fotokomoře. 

## Profesoři
- Josef Ptáček fotograf, odborný asistent FAMU Praha
- Ivo Gil fotograf, zakladatel Národního muzea fotografie v Jindřichově Hradci.